# Miss Universo 1960
Miss Universo 1960 fue la novena edición del concurso de Miss Universo, que fue ganado por la estadounidense de 18 años
Linda Bement. El concurso fue llevado a cabo el 9 de julio de 1960 en el Miami Beach Auditorium en Miami, Estados Unidos.

## Resultados
| Resultado Final    | Candidatas |
| ------------------ | --- |
| Miss Universo 1960 | - Estados Unidos — Linda Bement † |
| Primera Finalista  | - Italia — Daniela Bianchi |
| Segunda Finalista  | - Austria — Elizabeth Hodacs |
| Tercera Finalista  | - Sudáfrica — Nicolete Caras |
| Cuarta Finalista   | - España — María del Río |
| Semifinalistas     | - Colombia — Stella Márquez - Japón — Yayoi Furuno - Corea — Sohn Miheeja - Noruega — Ragnhild Aass - Suiza — Elaine Maurath - Brasil — Jean Gina MacPherson - Alemania — Ingrun Moeckel - Grecia — Magda Passaloglou - Inglaterra — Joan Boardman - Israel — Aliza Gur |

## Premios especiales
| Premio          | Concursante                                                     |
| --------------- | --------------------------------------------------------------- |
| Miss Simpatía   | - Birmania — Myint Myint May - Luisiana — Judy Rebecca Fletcher |
| Miss Fotogénica | - Italia — Daniela Bianchi                                      |

* Como Miss Universo y Miss EE.UU. se llevaron a cabo en forma conjunta, las candidatas de ambos concursos fueron elegibles para los premios especiales

## Concursantes
| - Alemania - Ingrun Helgard Möckel - Argentina - Rose Marie Lincke - Austria - Elizabeth Hodacs - Bélgica - Huberte Bax - Bolivia - Nancy Isabel Aguirre - Brasil - Jean «Gina» MacPherson - Birmania - Myint Myint May - Canadá - Edna Dianne McVicar - Chile - Marinka Polhammer Espinoza - Colombia - Maria Stella Márquez Zawadzky - Corea - Sohn Mi-hee-ja - Costa Rica - Leila Rodríguez Stahl - Cuba - Flora Lauten Hoyos - Dinamarca - Lizzie Ellinor Hess - Ecuador - Isabel Rolando Ceballos - Estados Unidos - Linda Jeanne Bement - Finlandia - Marja Leena Manninen - Francia - Florence Anne Marie Normand Eyrie - Grecia - Magda Passaloglou - Holanda - Carina Verbeek - Hong Kong - Vivian Cheung Wai-Wan - Inglaterra - Joan Ellinor Boardman | - Islandia - Svanhildur Jakobsdóttir - Israel - Aliza Gur - Italia - Daniela Bianchi - Japón - Yayoi Furuno - Jordania - Helen Giatanapoulus - Líbano - Gladys Tabet - Luxemburgo - Marie Venturi - Marruecos - Marilyn Escobar - Noruega - Ragnhild Aass - Nueva Zelanda - Lorraine Nawa Jones - Paraguay - Mercedes Teresa Ruggia - Perú - Medalit Gal'Lino Rey Castro - Portugal - Maria Teresa Motta Cardoso - Sudáfrica - Nicolette Joan Caras - España - María Teresa del Río - Surinam - Christine Jie Sam Foek - Suecia - Birgitta Öfling - Suiza - Elaine Maurath - Túnez - Marie-Louise Carrigues - Uruguay - Iris Teresa Ubal Cabrera - Venezuela - María Teresa «Mary» Quiróz Delgado |

- Designaciones:
  -  Venezuela, Mary Quiróz Delgado fue designada debido a que el concurso nacional se haría días después del Miss Universo
- Las siguientes Misses no compitieron:
  -  Camerún, Sale Assouen
  -  Haití, Claudinette Fourchard
  -  México, Lorena Velázquez
  -  Polonia, Marzena Malinowska
  -  Polinesia Francesa, Maria Flohr
- Las siguientes Misses fueron reemplazadas por otra representante:
  -  Dinamarca, Antje Moller fue reemplazada por Lizzie Ellinnor Hess ya que Antje sólo tenía 16 años de edad

## Panel de Jueces
- Claude Berr
- Maxwell Arnow
- Irwin Hansen
- Russell Patterson
- Vuk Vuchinich
- Miyoko Yanagida